# Nadjengoala
Nadjengoala est un des villages de la commune rurale de  Niankorodougou de la province de Léraba dans la région des Cascades au Burkina Faso.